# National Motorcycle Museum
Il National Motorcycle Museum è un museo a prevalente tema motociclistico situato a Bickenhill nel Solihull in Inghilterra.

## Descrizione
Il museo, che occupa una superficie di 32.000 m², ospita una delle più grandi collezioni al mondo di motociclette britanniche con oltre 850 motociclette, che coprono un secolo di storia della produzione di motoveicoli.

## Storia

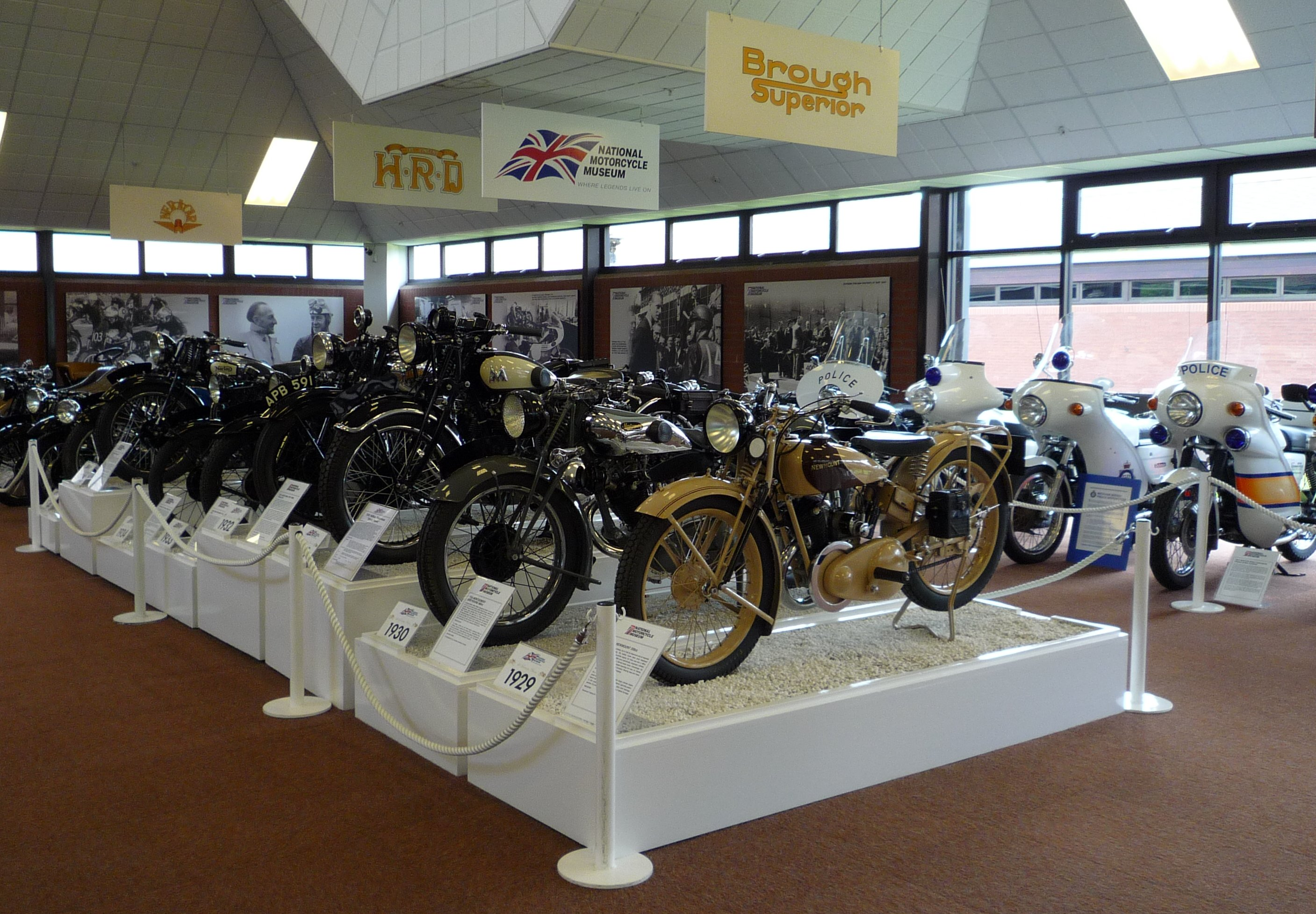
Interno

Il fondatore del museo Roy Richards iniziò a collezionare motociclette britanniche negli anni '70. Il museo venne inaugurato nel 1984 con una collezione iniziale di 350 pezzi.
Nel 1985 venne ampliato per includere al suo interno una struttura per conferenze. 
Nel 2003 scoppiò al suo interno un incendio, che come conseguenza portò alla distruzione di circa 380 motociclette e a danni stimata in oltre 14 milioni di sterline.
Dopo quindici mesi e 20 milioni di sterline d'investimento per il ripristino, il museo venne riaperto il 1º dicembre 2004.